# Industrial Novo Reno
Industrial Novo Reno é um bairro do município brasileiro de Coronel Fabriciano, no interior do estado de Minas Gerais. Localiza-se no distrito-sede, estando situado no Setor 2. Segundo o censo demográfico de 2022, realizado pelo Instituto Brasileiro de Geografia e Estatística (IBGE), sua população era de 22 habitantes e havia 8 domicílios particulares permanentes ocupados.
De acordo com o IBGE, em 2010 a população era de 44 habitantes e havia 16 domicílios particulares.
O bairro foi criado em 1975, após a área ser loteada pela Empreendimentos Novo Reno Ltda., de propriedade de Fábio Xavier, Aníbal Teixeira e Acelino Bessa. O nome da empresa, bem como do bairro, deve-se a uma observação de Aníbal a uma comparação feita por Teófilo Ottoni, que ressaltou que tanto o rio Reno, na Alemanha, quanto o rio Doce, no leste mineiro, contribuíram para o desenvolvimento industrial de suas respectivas regiões. Dessa forma, a empresa e o empreendimento seriam um "novo Reno" para Fabriciano.